# Shabqadar
Shabqadar é uma cidade do Paquistão localizada na província de Caiber Paquetuncuá. Segundo censo de 2017, havia 91 851 habitantes.